# Гетто в Дятлово (Гродненская область)
Гетто в Дя́тлово (22 февраля 1942 — 8 августа 1942) — еврейское гетто, место принудительного переселения евреев города Дятлово Дятловского района Гродненской области в процессе преследования и уничтожения евреев во время оккупации территории Белоруссии войсками нацистской Германии в период Второй мировой войны.

## Оккупация Дятлово и создание гетто

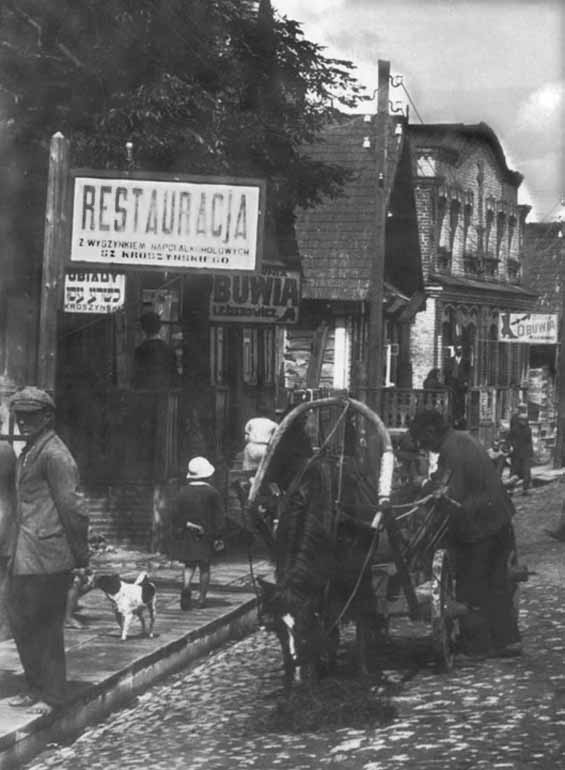
Улица Еврейская в Дятлово до или во время Второй мировой войны

Перед войной в Дятлово проживали 2376 евреев — почти 60 % местного населения. В 1939—1941 годах в город прибыло множество еврейских беженцев из западной и центральной Польши, захваченной Германией. К июню 1941 года еврейское население Дятлово возросло до более чем 4500 человек.
Местечко находилось под немецкой оккупацией 3 года — с 30 июня 1941 года до 9 июля 1944 года.
Сразу после оккупации военный комендант Дятлово приказал евреям под страхом смерти носить спереди и сзади желтые нашивки на одежде.
Немцы очень серьёзно относились к возможности еврейского сопротивления, и поэтому в первую очередь убивали в гетто или ещё до его создания евреев-мужчин в возрасте от 15 до 50 лет — несмотря на экономическую нецелесообразность, так как это были самые трудоспособные узники. По этой причине 23 июля 1941 года около 120 из наиболее уважаемых евреев из списка, составленного айнзатцгруппой, собрали на площади. Среди арестованных были Альтер Дворецкий, раввин, и Янкель Каплан. За взятки, данные полицаям, удалось освободить Дворецкого и раввина. Остальных забрали якобы на принудительные работы, но через два дня выяснилось, что их убили в лесу около казармы в Новогрудке.
В конце августа 1941 года был сформирован юденрат. В его состав вошли Альтер Дворецкий, Гирш Виньямович (Hirshl Benyamovitz), Иегуда Луский (Luski), Моше-Мендель Лейзерович, Эли Новоленский (Novolenski), Довид Сендеровский, Файвель Эпштейн, Шауль Каплинский, раввин Ицхок Рейсер (Jitzhok Reicer) и Берл Рабинович. Шмуэль Кустин (Kustin) был назначен председателем юденрата, а Дворецкий — его заместителем. Вскоре 37-летний Дворецкий (он получил образование адвоката в Берлине и Варшаве) заменил Кустина в качестве главы юденрата.
На второй день праздника Суккот 1941 года немцы без предупреждения застрелили на улице Яакова Ноа (Noa). 28 ноября 1941 года евреев Дятлово заставили сдать все ценные вещи. Либе Герковского (Gercowski) обвинили в сокрытии золота и застрелили на глазах у всех. В этот же день юденрат обязали выбрать 4 стекольщика и 15 плотников, которых увезли в неизвестном направлении. 15 декабря 1941 года около 400 евреев-мужчин отправили в трудовой лагерь в Дворжец для работы на строительстве аэродрома под контролем нацистской организации Тодта.
22 февраля 1942 (сентябрь 1942, сентябрь 1941) года нацисты согнали всех дятловских евреев (4500 человек) в гетто, которое было организовано в районе синагоги.

## Условия в гетто
Гетто было закрытого типа, полностью изолировано от внешнего мира, огорожено деревянным забором с колючей проволокой, и круглосуточно охранялось, двое местных полицейских всегда дежурили у ворот.
Любые контакты с нееврейским населением, даже разговоры, запрещались под страхом смерти, передача еды в гетто наказывалась расстрелом обеих сторон. Тем не менее, крестьяне ухитрялись приносить в гетто еду, продавая её за золото, одежду и другие вещи. Евреев, выводя из гетто в колоннах на принудительные работы, тщательно охраняли.

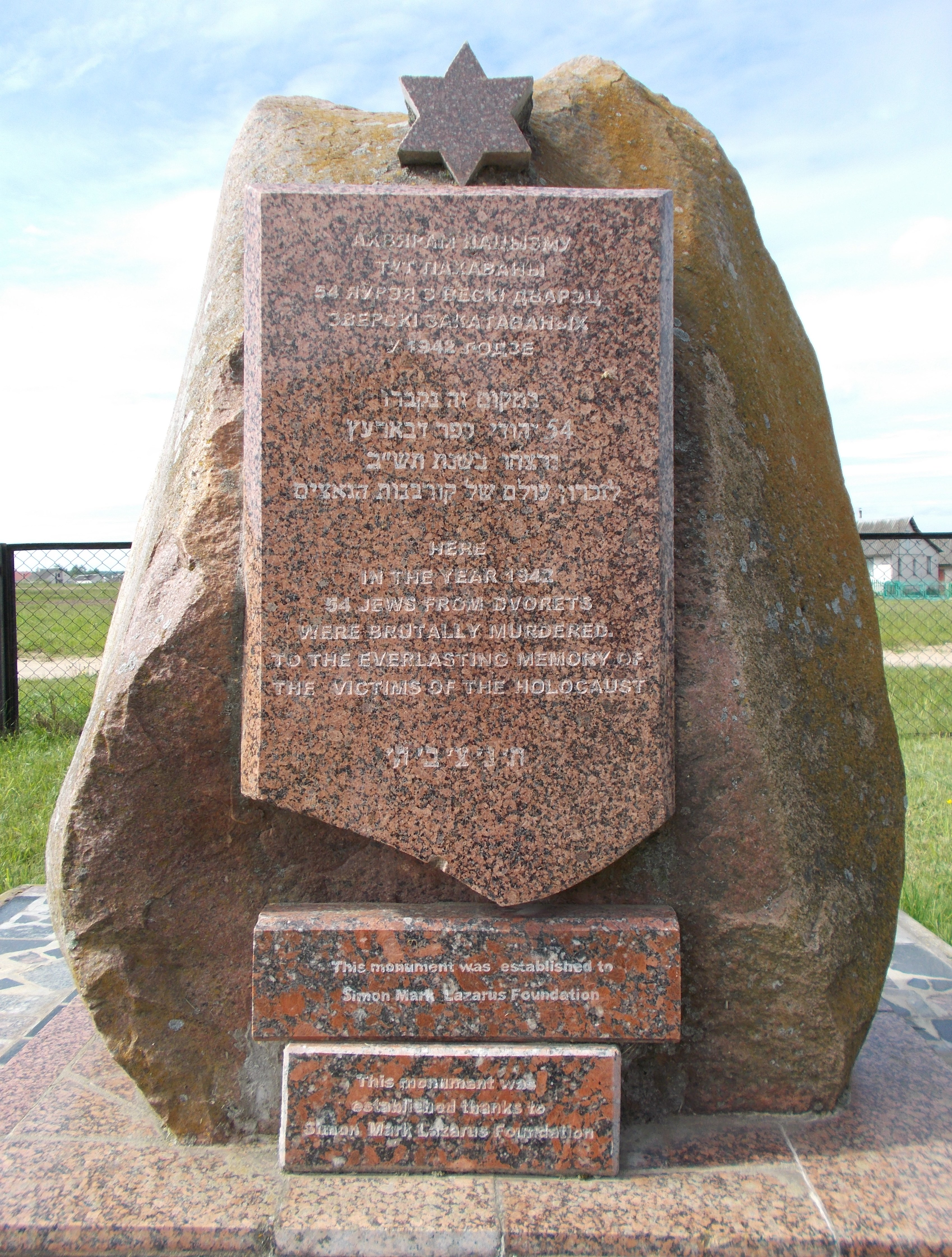
Памятник 54 евреям из деревни Дворец, убитым нацистами в 1942 году и похороненным на еврейском кладбище в Дятлово

В дома, освобождённые от неевреев, немцы заселили по 5-6 семей, многие семьи были разделены. В каждой комнате были вынуждены ютиться по 8 и более человек. Мебель из домов в гетто была вынесена, чтобы вместить всюду двухъярусные кровати.

## Сопротивление в гетто
Осенью 1941 года, ещё до создания гетто, Альтер Дворецкий организовал подпольную группу сопротивления численностью около 60 человек. Он установил связи с евреями в близлежащих сёлах, а также с группой оперативников Красной армии, которые организовывали партизанские отряды в этом районе. Дворецкий разделил группу на 20 ячеек, каждая из которых состояла из 3-х человек. Некоторое количество оружия они смогли заполучить ещё за месяц до образования гетто. Около десяти членов подпольной организации сумели войти в состав еврейской полиции гетто.
Группа во главе с Дворецким ставила следующие цели: собирать деньги, чтобы купить оружие и принести его в гетто; подготовить вооруженное восстание и нападение на военную комендатуру в том случае, если немцы начнут ликвидировать гетто; убедить нееврейское население не сотрудничать с немцами.
20 апреля 1942 года Дворецкий и 6 его соратников были вынуждены бежать в лес после того, как немцы узнали об их организации; сам Альтер Дворецкий вскоре после этого был убит в засаде.

## Уничтожение гетто
Гетто было уничтожено, в основном, в результате двух массовых расстрелов узников — в апреле и августе 1942 года (в декабре 1941 года и июле 1942 года). Во многих документах и свидетельствах ликвидация Дятловского гетто известна под названием «Резня в Дятлово».
В апреле 1942 года немцы задержали одного из подпольщиков с оружием. 29 апреля 1942 года немцы арестовали юденрат и окружили гетто. На рассвете 30 апреля всем евреям приказали идти на старое кладбище, находящееся внутри гетто. Немцы и полицаи стали водить евреев из домов, избивая их ногами и убивая на месте тех, кто не желал подчиняться. Они отобрали «ненужных», по их мнению, людей — женщин, стариков и детей, отделив их от молодых квалифицированных рабочих. Около 1200 отобранных евреев (точная цифра до сих пор неизвестна, а на могиле указано 3000) погнали прямо по улицам Дятлово в лес на южной окраине города. Обречённые люди шли, кричали и рыдали, прощаясь с родственниками, а местным жителям нацисты приказали не высовываться из домов, и выставили вдоль дороги охрану с собаками. В лесу уже заранее были выкопаны ямы, и евреев начали убивать группами по 20 человек. В ходе акции (таким эвфемизмом немцы называли организованные ими массовые убийства) немецкий комиссар района отобрал тех, кто имел справку о своей профессии, а также членов их семей — благодаря этому около ста человек вернулись в гетто. Непосредственно убивали евреев как немцы, так и белорусские и литовские полицаи.
Узники, оставшиеся в этот день в живых, поняли, что нужно что-то срочно делать для спасения. Они начали копать ямы-убежища («малины»), где можно было бы спрятаться. Сохранилось свидетельство о женщине с плачущим младенцем, которой прятавшиеся в одной из подобных ям люди сказали: «или выходи или задуши его, чтобы он всех нас не сдал» — и она вышла, не смогла убить своего ребёнка. Эти подземные укрытия помогли многим евреям пережить последующие расстрелы и пожар в гетто, а нескольким узникам местные жители помогли впоследствии убежать в лес. По некоторым данным, удалось спастись около 500 евреям.
Второе массовое убийство евреев Дятловского гетто началось 6 августа 1942 года и продолжалось 3 дня. Узники гетто пытались прятаться в подготовленных землянках. В результате этих расстрелов от 1500 до 3000 евреев были убиты и захоронены в 3-х братских могилах на еврейском кладбище на южной окраине Дятлово — справа от дороги Дятлово-Савичи-Роготно. В этот раз в уничтожении еврейского населения Дятлово также принимали участие солдаты и офицеры 36-го полицейского батальона, сформированного в начале 1942 года из добровольцев на территории Эстонии. Оставили в живых чуть более 200 еврейских ремесленников-специалистов — их перевели в гетто Новогрудка.
Всего в апреле и августе 1942 года в Дятлово были убиты 3500 евреев.
На этом закончилась история не только Дятловского гетто, но и еврейской общины Дятлово. Всего за время оккупации гитлеровцы замучили и убили в Дятлово 5800 евреев. Несколько сотен евреев смогли спастись и бо́льшей частью дожили до освобождения в семейном партизанском лагере.

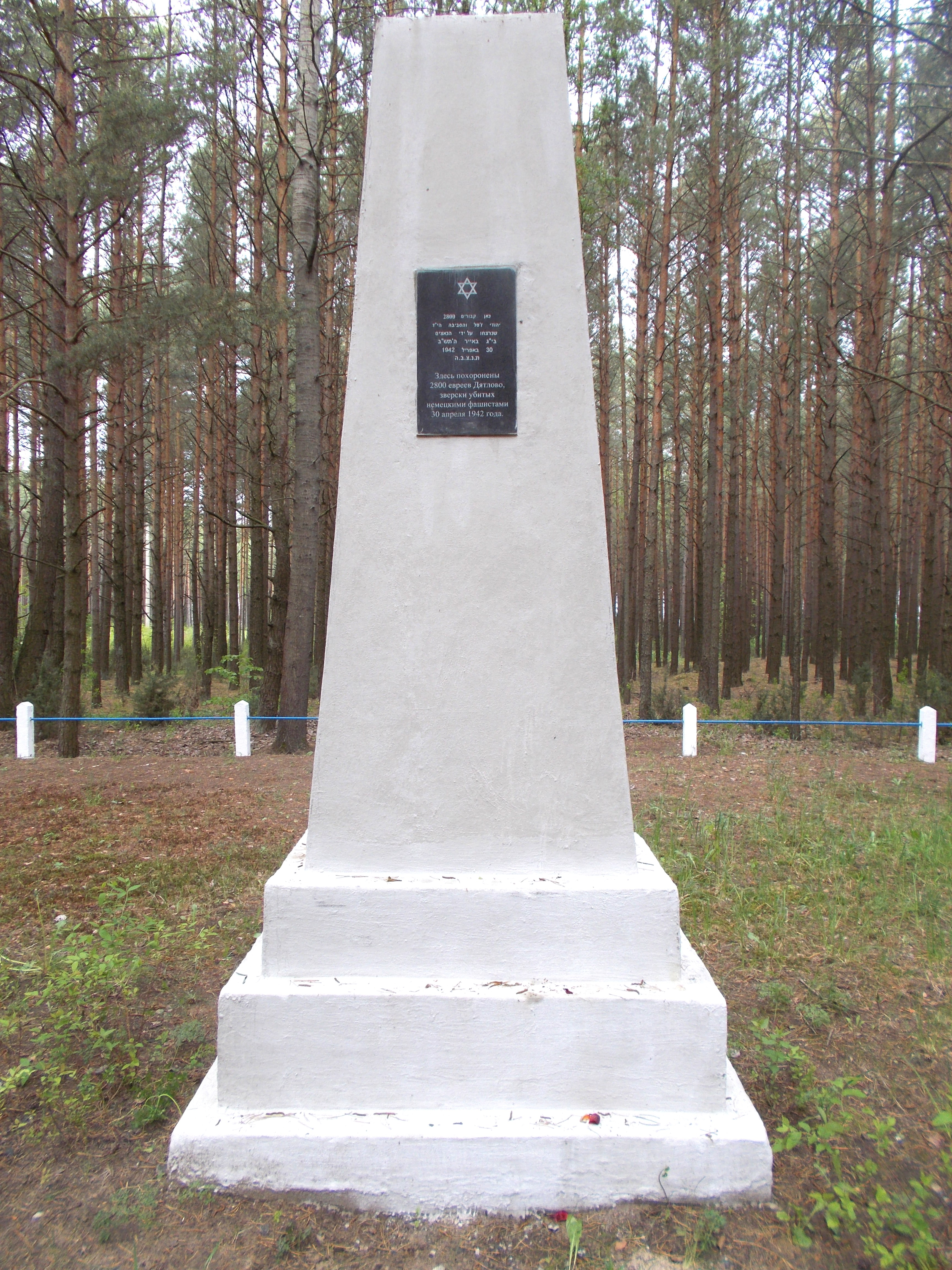
Памятник на месте убийства нацистами 2800 евреев Дятлово 30 апреля 1942 года.

Остались задокументированы имена некоторых организаторов и исполнителей массовых убийств евреев Дятлово: зондерфюрер СС Глейман, немецкий военнослужащий Глебка, обер-лейтенант Убрих, лейтенанты Кихлер, Ридель и Браун, обер-лейтенант Егнсон, капитаны Мальхер и Майдель.

## Случаи спасения
Чудом спасся из гетто Абрам Яковлевич Каплан, который пережил войну и стал последним из коренных дятловцев, жившим в родном посёлке.
В августе 1942 года несколько десятков человек из гетто Дятлово были попутно, во время выполнения своей оперативной задачи, освобождены партизанским отрядом под командованием Е. Атласа.
Польская семья — Ян и Йозефа (Józefa) Ярмолович (Jarmolowicz (Jarmolowitz)) — в течение года прятали 5 евреев на своей ферме, за что впоследствии были удостоены почетного звания «Праведник народов мира» от израильского мемориального института «Яд ва-Шем» «в знак глубочайшей признательности за помощь, оказанную еврейскому народу в годы Второй мировой войны»

## Память
Опубликованы неполные списки убитых евреев Дятлово. Из 3500 убитых фамилии 1601 человека до настоящего времени установить не удалось.
В 1945 году в Дятлово был установлен самодельный обелиск жертвам Катастрофы.
Памятники установлены на братской могиле узников гетто, расстрелянных и замученных оккупантами в августе 1942 года, и
могиле евреев, расстрелянных и замученных в апреле 1942 года.